# 埃玛纽埃勒·沙尔庞捷
埃玛纽埃勒·玛丽·沙尔庞捷（法語：Emmanuelle Marie Charpentier，法語發音：[emanɥɛl maʁi ʃaʁpɑ̃tje]；1968年12月11日—），生于法国的奥尔日河畔瑞维西，法国微生物学家，遗传学家和生物化学家。她因与美国科学家詹妮弗·杜德纳等人开发CRISPR技术而知名。2016年獲得唐獎生技醫藥獎。她与杜德纳一同获得2020年诺贝尔化学奖。這是有史以來第一個僅有兩名女性獲得的諾貝爾科學獎。 

## 早年生平和教育
1968年生于法国的奥尔日河畔瑞维西，沙尔庞捷在巴黎的巴黎第六大学（今天的索邦大学理学院）学习生物化学，微生物学和遗传学。她从1992年到1995年进入巴斯德研究所做博士研究，获得巴黎第六大学的研究博士学位。

## 科学生涯
沙尔庞捷于1993年至1995年在巴黎第六大学担任大学助教，并于1995年至1996年在巴斯德研究所担任博士后。然后赴美国洛克菲勒大学，师从Elaine Tuomanen研究肺炎链球菌，之后随纽约大学的Pamela Cowin研究哺乳动物基因。2002年，她在维也纳开办了自己的实验室，之后与马克斯·普朗克研究所的Jörg Vogel合作研究。2009年6月赴瑞典于默奥微生物研究中心继续研究，8月她的小组以实验探明了CRISPR系统的机制。2011年之后与杜德纳合作发展CRISPR技术。
2015年，沙尔庞捷正式接受了德国马克斯普朗克学会的提议，成为柏林新的马克斯·普朗克感染生物学研究所的科学成员和主任。沙尔庞捷将保留她在于默奥大学的客座教授的职位，来自Kempe基金会和克努特和阿莉塞·瓦伦贝里基金会的新捐赠使她有机会在MIMS实验室的研究组内提供更多的年轻研究员职位。

### CRISPR/Cas9
沙尔庞捷最著名的研究成果是她獲得諾貝爾獎的研究成果，即破解細菌免疫系統CRISPR/Cas9的分子機制，並將其重新用於基因組編輯工具。具體來說，她發現了對CRISPR/Cas9功能至關重要的非編碼RNA成熟的新機制。具體來說，沙尔庞捷證明一種名為tracrRNA的小RNA對於crRNA的成熟至關重要。
2011年，沙尔庞捷在波多黎各聖胡安的一次研究會議上遇到了珍妮弗·道德纳，兩人開始合作。 沙尔庞捷實驗室與道德纳實驗室合作，證明Cas9可用於切割任何所需的DNA序列。 她們開發的方法涉及將Cas9與易於創建的合成「引導RNA」分子結合。合成的引導RNA是crRNA和tracrRNA的嵌合體；因此，這項發現表明CRISPR-Cas9技術可以相對容易地用於編輯基因組。世界各地的研究人員已成功採用此方法編輯植物、動物和實驗室細胞系的DNA序列。自發現以來，CRISPR徹底改變了遺傳學，它允許科學家編輯基因來探討其在健康和疾病中的作用，並開發基因療法，希望它比第一代基因療法更安全、更有效。
2013年，沙尔庞捷與肖恩·福伊（Shaun Foy）和罗杰·诺瓦克（Rodger Novak）共同創立了CRISPR Therapeutics公司和ERS基因组学公司（ERS Genomics）。

## 荣誉

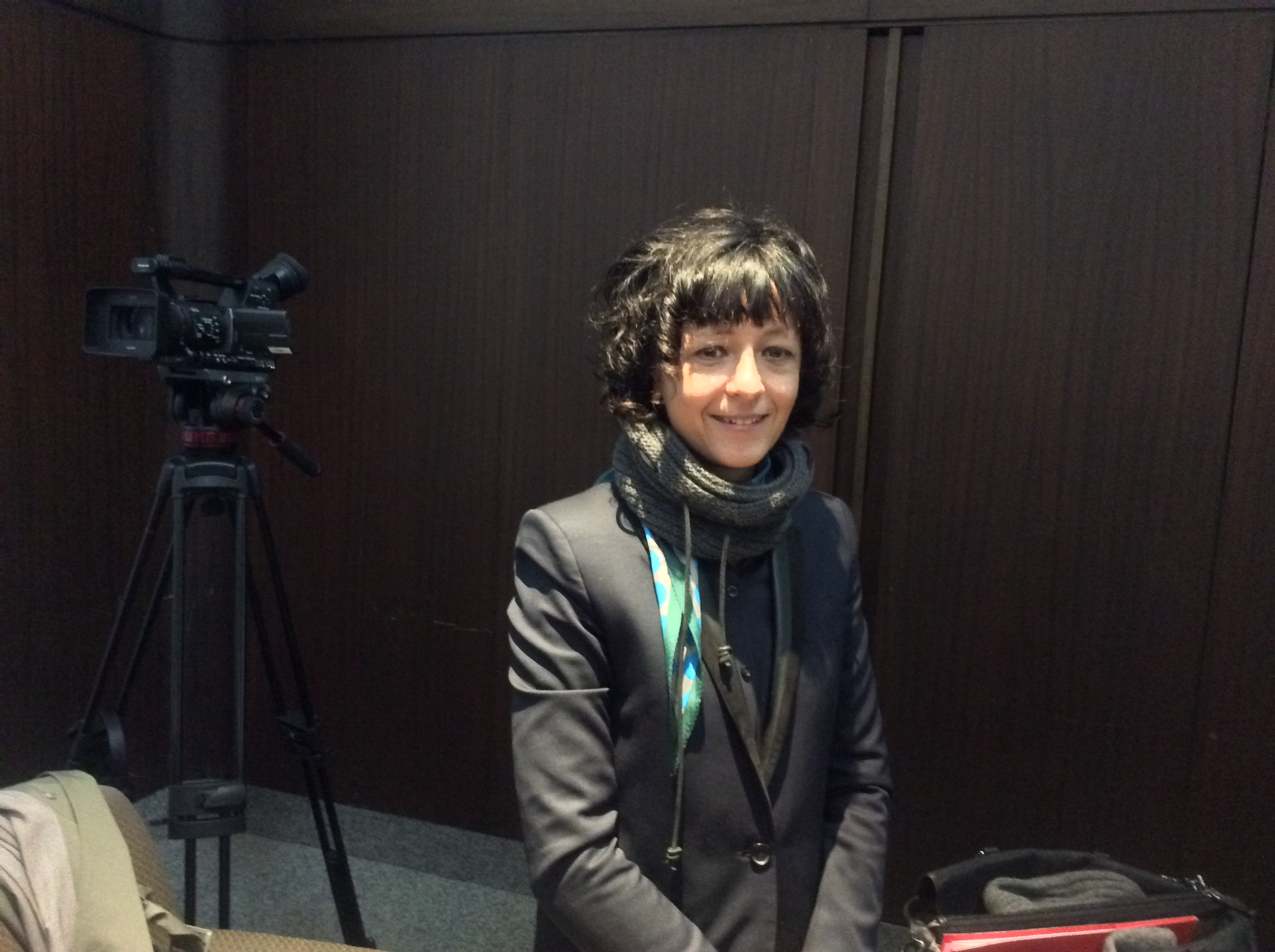
2016年，埃玛纽埃勒·沙尔庞捷在約克大學會議廳發表盖尔德纳国际奖演講後.

### 勳章
- 法國榮譽軍團勳章 2020年榮譽軍團司令勳章；直接晉升，不經過軍官級別。
- 法國榮譽軍團勳章 2016年榮譽軍團騎士勳章
- 鼓勵進步協會獎章（2021年大獎金獎）

### 學術榮譽
沙尔庞捷获得了众多国际奖项，奖项和荣誉，包括诺贝尔化学奖，生命科学突破奖，路易·让泰医学奖，格鲁伯基金会国际遗传学奖，莱布尼兹奖（德国莱布尼兹奖） 研究奖，唐奖，日本国际奖和纳米科学科维理奖。
- 2009年，荣获提奥多尔·科尔纳獎（英语：Theodor Körner Prize）科學與文化獎[12]
- 2011年，荣获費恩斯特羅姆獎（英语：Fernström Prize），頒發給年輕有為的科學家[13]
- 2014年，荣获The Jacob Heskel Gabbay Award[14]（与珍妮弗·道德纳、張鋒共同获得）
- 2015年，荣获格鲁伯遗传学奖（与珍妮弗·道德纳共同获得）[15]
- 2016年，荣获唐奖（与珍妮弗·道德纳、張鋒共同获得）[16]
- 2016年，荣获盖尔德纳国际奖[17]
- 2017年，荣获功勳勳章[18]
- 2017年，荣获日本国际奖（与珍妮弗·道德纳共同获得）[19]
- 2018年，荣获纳米科学的科维理奖[20]
- 2019年，荣获德国联邦十字勋章[21]
- 2020年，荣获沃尔夫医学奖（与珍妮弗·道德纳共同获得）[22]
- 2020年，荣获诺贝尔化学奖（与珍妮弗·道德纳共同获得）[23]
- 2024年，荣获美國成就學院（英语：Academy of Achievement）金盤獎[24]

2015年，《時代》雜誌將沙尔庞捷評選為全球100位最具影響力的人物之一（與珍妮弗·道德纳）。

## 在流行文化中
2019年，沙尔庞捷在費城應用力學劇院的戲劇《STEM FEMMES》中扮演重要角色。
2021年，沃尔特·艾萨克森在傳記《密碼破譯者：珍妮弗·道德纳、基因編輯和人類的未來》中詳細介紹了珍妮弗·道德纳的故事以及她與沙尔庞捷的合作，最終發現了CRISPR/CAS-9。